# McLaren MP4/11
La McLaren MP4/11 fu la vettura di Formula 1 con la quale la McLaren partecipò al campionato del 1996. 

## Caratteristiche tecniche

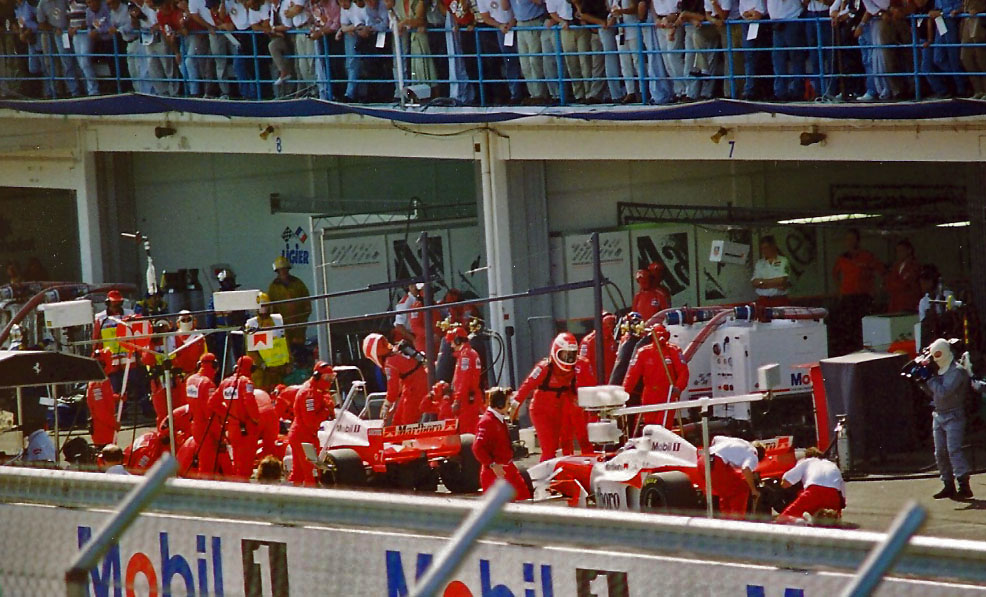
Le due McLaren ai box dell'Estoril

### Motore
Per il secondo anno di fila, la Mercedes fornì i motori al team inglese.
Il nuovo V10 della casa tedesca, denominato FO110/D disponeva di 720 cavalli a 15700 giri/minuto, ben 30 in più rispetto alla vecchia specifica montata sulla McLaren MP4/10. Pesava appena 123 chili, ma risultava più largo (546.4 mm) e più alto (488 mm).

### Telaio e aerodinamica
Il telaio è composto unicamente da fibra di carbonio con struttura a nido d'ape, mentre per quanto riguarda l'aerodinamica, la McLaren riprende alcuni concetti utilizzati anche nella vettura 1995, come il muso alto (ma un po' più spiovente rispetto all'anno prima), sorretto da due piloni paralleli, e le appendici aerodinamiche posizionate nella parte posteriore delle pance laterali. Una soluzione inedita fino ad allora fu l'alettone posteriore aggiuntivo (di dimensioni ridotte) posizionato sopra il cofano motore, appena dietro lairscope: soluzione presto accantonata dal team a partire dalla stagione successiva.
Inoltre, come da regolamento FIA, sono stati rialzati i bordi dell'abitacolo per garantire maggiore sicurezza al pilota dopo i fatti del Gran Premio di San Marino 1994.

## Livrea

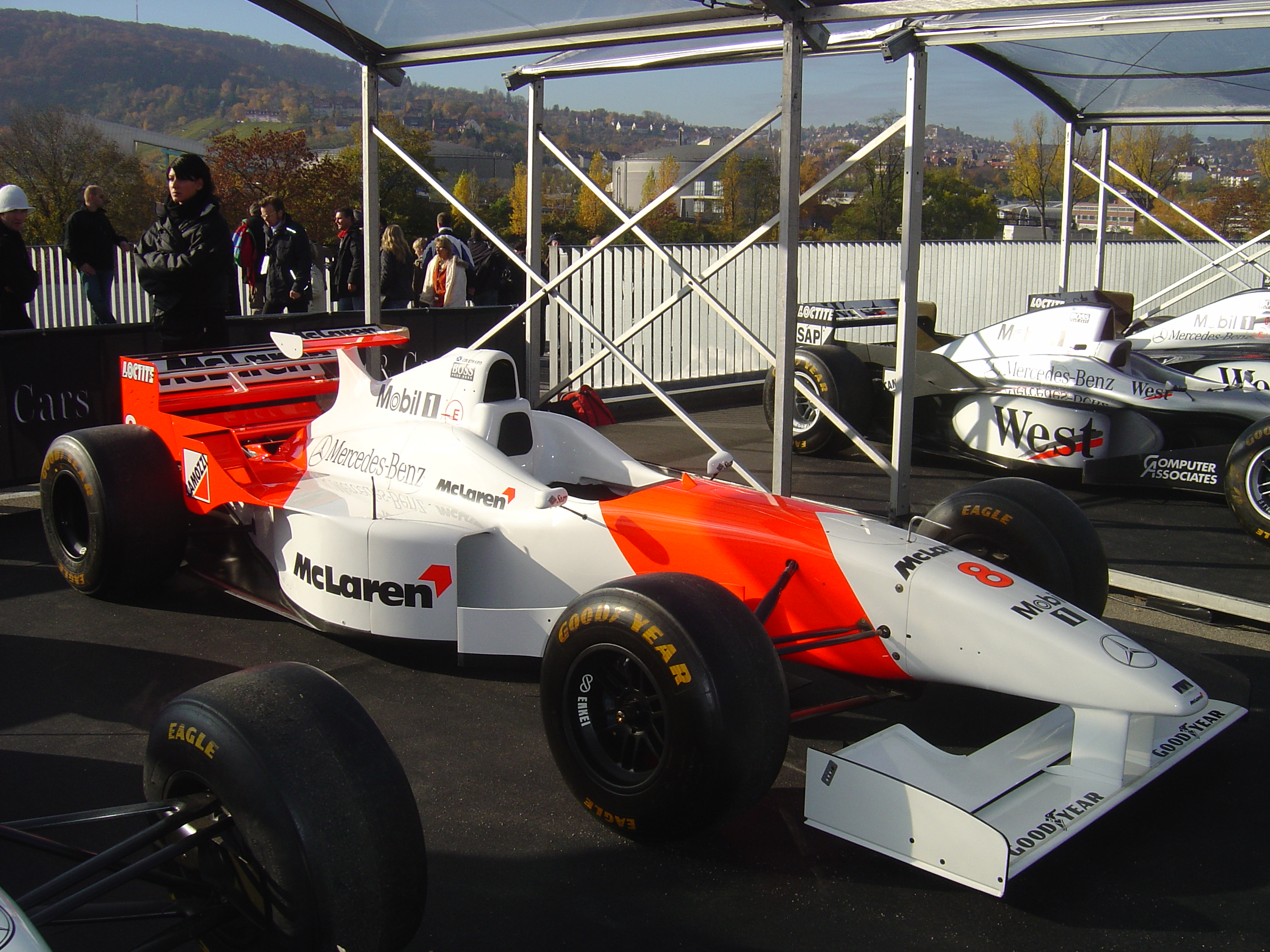
La McLaren MP4/11, l'ultima con lo sponsor Marlboro

La livrea ricalca a grandi linee quella delle passate stagioni, col  Marlboro che caratterizza la classica colorazione bianco-rossa della vettura: la stagione 1996 sarà l'ultima con questo sponsor, interrompendo di fatto un accordo iniziato nel 1973 e protrattosi per tre decenni, durante i quali la McLaren è salita sul tetto del mondo con Emerson Fittipaldi, James Hunt, Niki Lauda, Alain Prost e Ayrton Senna. A partire dal 1997 la West, marchio già noto nel paddock per aver sponsorizzato il team Zakspeed negli anni '80, sarà il nuovo main sponsor e title sponsor della squadra fino al 2005
Nella parte anteriore e sul cofano motore restano ancora gli sponsor Mobil 1, Mercedes-Benz e Hugo Boss, mentre sull'alettone posteriore, oltre alla Marlboro, presenzia lo sponsor della Loctite. Per il secondo anno di fila, inoltre, lo sponsor dell'azienda informatica Sun Microsystems appare negli specchietti.

## Piloti
| Piloti ufficiali       | Piloti ufficiali | Piloti ufficiali |
| Nazione                | Nome             | Numero           |
| ---------------------- | ---------------- | ---------------- |
| Finlandia (bandiera)   | Mika Häkkinen    | 7                |
| Regno Unito (bandiera) | David Coulthard  | 8                |
| Danimarca (bandiera)   | Jan Magnussen    |                  |
| Francia (bandiera)     | Alain Prost      |                  |

## Stagione

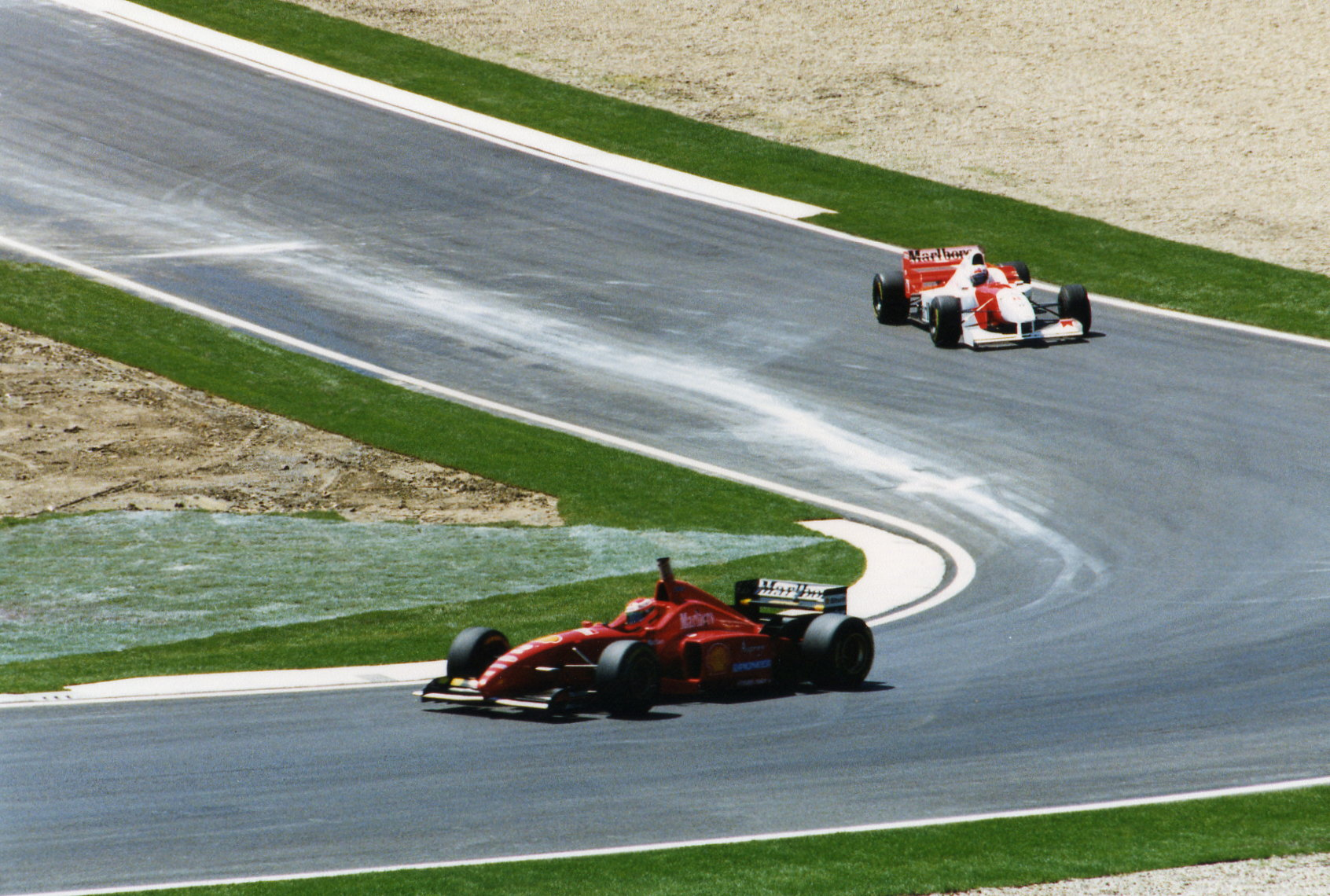
David Coulthard all'inseguimento della Ferrari di Eddie Irvine

### Test
Per il terzo e ultimo anno di fila, l'ex campione mondiale Alain Prost è stato consulente tecnico e collaudatore del team, effettuando persino lo shakedown della vettura al momento della presentazione e collaudando la vettura nel corso della stagione. Dal 1997 al 2001, il transalpino fondò e diresse la Prost Grand Prix rilevando il team Ligier.

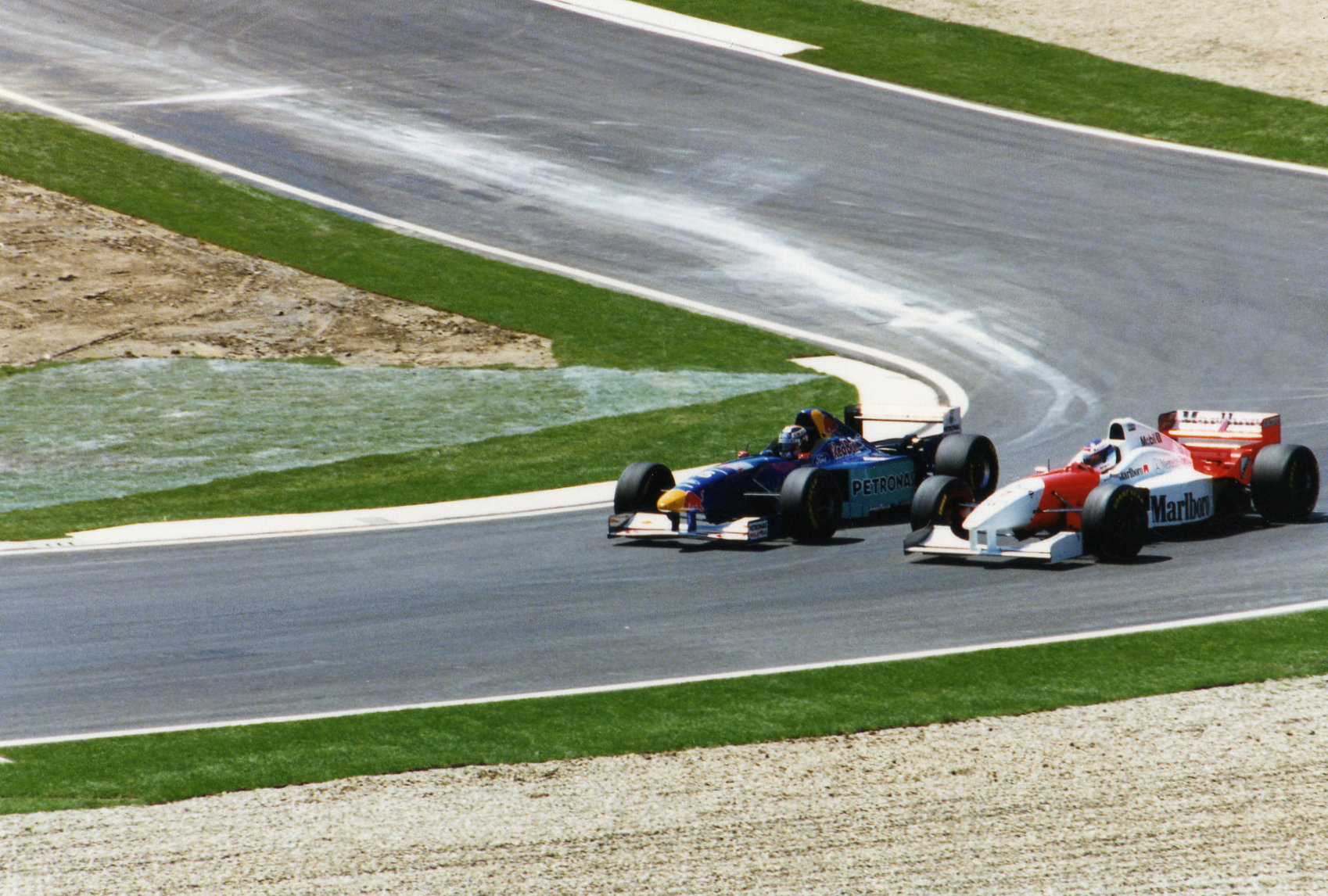
Mika Häkkinen in lotta con la Sauber di Heinz-Harald Frentzen

### Campionato
La vettura mostrò di essere nettamente migliore rispetto al modello precedente, con il duo Häkkinen-Coulthard che nelle prime gare si piazza nelle posizioni di medio-alta classifica durante le qualifiche, ma arriva costantemente a punti in gara, prova ne è il fatto che Häkkinen arriva quinto in Australia e quarto in Brasile, mentre Coulthard arriva terzo al Nürburgring, riportando la McLaren a podio per la prima volta dal Gran Premio del Giappone 1995. A Imola poi l'ex pilota della Williams riesce perfino a passare al comando grazie a una buona partenza, rimanendovi per diversi giri, dopodiché salirà sul podio per la seconda (e ultima) volta in stagione a Monaco a seguito di una gara ad eliminazione e con soli 4 arrivati al traguardo, dopo aver corso addirittura con un casco prestatogli dall'amico e pilota della Ferrari Michael Schumacher.
Häkkinen invece inanellerà una serie positiva di risultati che durerà per cinque Gran Premi di fila, arrivando per la prima volta in stagione a podio a Silverstone, ma è dopo la pausa estiva che il finlandese si metterà in luce: grazie a una ritrovata competitività della monoposto, Häkkinen centrerà il podio in 3 delle ultime 4 gare (Belgio, Italia e Giappone), al contrario di Coulthard che colleziona tre ritiri e due piazzamenti fuori dai punti.
A Spa inoltre, complice l'ingresso della Safety Car, le due monoposto di Woking si ritrovano perfino a occupare provvisoriamente le prime due posizioni.
Alla fine del 1996, la McLaren è quarta nella classifica costruttori con 49 punti, 19 in più del 1995, ma senza una vittoria che manca ormai dal 1993.

## Risultati completi
| Anno | Team                      | Motore                    | Gomme | Piloti    |     |     |     |   |     |   |     |   |   |   |     |     |     |     |     |   | Punti | Pos. |
| ---- | ------------------------- | ------------------------- | ----- | --------- | --- | --- | --- | - | --- | - | --- | - | - | - | --- | --- | --- | --- | --- | - | ----- | ---- |
| 1996 | Marlboro McLaren Mercedes | Mercedes-Benz FO110/D V10 | G     | Häkkinen  | 5   | 4   | Rit | 8 | 8   | 6 | 5   | 5 | 5 | 3 | Rit | 4   | 3   | 3   | Rit | 3 | 49    | 4º   |
| 1996 | Marlboro McLaren Mercedes | Mercedes-Benz FO110/D V10 | G     | Coulthard | Rit | Rit | 7   | 3 | Rit | 2 | Rit | 4 | 6 | 5 | 5   | Rit | Rit | Rit | 13  | 8 | 49    | 4º   |

| Legenda | 1º posto     | 2º posto | 3º posto    | A punti         | Senza punti/Non class.  | Grassetto – Pole position Corsivo – Giro più veloce |
| Legenda | Squalificato | Ritirato | Non partito | Non qualificato | Solo prove/Terzo pilota | Grassetto – Pole position Corsivo – Giro più veloce |